# Zornia glaziovii
Zornia glaziovii är en ärtväxtart som beskrevs av Hermann August Theodor Harms. Zornia glaziovii ingår i släktet Zornia och familjen ärtväxter. Inga underarter finns listade i Catalogue of Life.